# Catharina Michaella van Spanje
Catharina Michaella van Spanje (Madrid, 10 oktober 1567 – Turijn, 6 november 1597) was van 1585 tot aan haar dood hertogin-gemalin van Savoye. Ze behoorde tot het huis Habsburg.

## Levensloop
Catharina Michaella was de jongste dochter van koning Filips II van Spanje en diens derde echtgenote Elisabeth, dochter van koning Hendrik II van Frankrijk. Ze werd beschreven als mooi, intelligent, arrogant en ze was zich goed bewust van haar hoge sociale status. Ze had een goede relatie met haar vader en na haar huwelijk correspondeerden ze vaak met elkaar. 
Op 11 maart 1585 huwde ze met haar neef, hertog Karel Emanuel I van Savoye (1562-1630). Met het huwelijk wilde Karel Emanuel Spaanse steun verwerven voor zijn plannen om Savoye uit te breiden naar de kust van Frankrijk, dat in die tijd zeer verzwakt was. Als hertogin-gemalin van Savoye was ze aanvankelijk erg impopulair, wegens haar arrogantie en haar pogingen om de Spaanse hofstijl te introduceren in Turijn. Ze wist echter al snel respect te winnen voor haar politieke en diplomatieke vaardigheden, die ze gebruikte om de onafhankelijkheid van Savoye tegenover Spanje te benadrukken. Ook weigerde ze het Spaanse aanbod om een garnizoen in Turijn te installeren, met het excuus om haar een lijfwacht te geven. 
Catharina had evenzeer een grote invloed op Karel Emanuel en ze trad op als regentes toen hij op militaire campagne was. Ook verbeterde ze het culturele leven van Savoye door veel nieuwe gebouwen op te richten, zoals een kunstgalerij, en verschillende artiesten uit te nodigen aan het hof in Turijn.
In november 1597 stierf Catharina Michaella op 30-jarige leeftijd, aan de gevolgen van de vroeggeboorte van haar laatste kind.

## Nakomelingen
Catharina Michaella en haar echtgenoot Karel Emanuel kregen tien kinderen:
- Filips Emanuel (1586-1604), prins van Piëmont
- Victor Amadeus I (1587-1637), hertog van Savoye
- Emanuel Filibert (1588-1624), Spaans onderkoning van Sicilië
- Margaretha (1589-1655), huwde in 1608 met hertog Francesco IV Gonzaga van Mantua
- Isabella (1591-1626), huwde in 1608 met hertog Alfonso III d'Este van Modena
- Maurits (1593-1657), kardinaal
- Maria Apollonia (1594-1656), kloosterzuster in Rome
- Francisca Catharina (1595-1640), kloosterzuster in Biella
- Thomas Frans (1596-1656), vorst van Carignano
- Anna (1597-1597)